# Елізабет Лука
Елізабет Лука (рум. Elisabeta Luca, до шлюбу Бірман, за іншими джерелами — Бірнбаум; нар.. 1 січня 1909 — пом. 1992) — румунська революціонерка єврейського походження, учасниця румунського комуністичного руху, доброволиця Інтернаціональних бригад, діячка французького Опору. Авторка кількох книг, твори якої були включені до програму обов'язкового читання[уточнити].

## Біографія
У 1933 році, під час навчання в гімназії в Чернівцях, познайомилася з членом комуністичної партії Авраамом Вайсманом і почала брати участь в революційному русі. Заарештована за політичну діяльність 11 травня 1934 року, проте політичної поліції так і не вдалося дізнатися, що вона була членкинею чернівецького комітету партії. Після звільнення бере участь в організації секції «Червоної допомоги» і в 1935 році, за рекомендацією Ленути Тудораке, прийнята в Румунську комуністичну партію.
Знову заарештована 7 листопада 1935 року, звільнена у 1936 році і спрямована для партійної роботи під керівництвом Симона Бугича в Яссах. Ця робота переривається масовими облавами політичної поліції, яка заарештувала багатьох важливих членів РКП та політичним процесом "106", за допомогою якого уряд намагався покласти край комуністичній партії.
З допомогою брата, секретаря префекта, з Авраамом Вайсманом, з яким одружилася, отримує нові документи і ховається в Чехословаччині. Там вони вирішують приєднатися до Інтернаціональних бригад, щоб битися в громадянській війні в Іспанії. Для цього переїжджають в Базель і зв'язуються з Комуністичною партією Швейцарії, проте в Іспанію відправляють лише чоловіка — Елізабет Бірман залишається, щоб пройти додаткову військово-медичну підготовку в Швейцарії і Франції.
Прибувши в Іспанію, крім виконання безпосередніх функцій в управлінні медичної служби Альбасенте, Бірман пише статті та вірші для бюлетеня румунських добровольців і займається навчанням грамоті санітарного персоналу, а також стає секретаркою Петра Бориле. Із завершенням громадянської війни — живе у Франції, де бере участь у діяльності Опору проти режиму Віші, а в березні 1941 року з Марселя вирушає в Москву.
В СРСР працює в секції літератури іноземними мовами в Політіздаті, бере участь у діяльності румунської секції Комінтерну і стає секретаркою румунської політикині Анни Паукер. Крім цього, працює на радіо «Вільна Румунія», де знайомиться з Василе Лука, з яким одружується. У звільненій Румунії стає членкинею Комітету кінематографії і редакторкою офіційного партійного органу «Скинтеї»; ці посади Бірман незабаром була змушена залишити в результаті внутрішньопартійної боротьби і антисемітської кампанії уряду Георгіу-Дежа.
Заарештована 16 серпня 1952 року за звинуваченням у «сіонізмі і участі в антипартійній групі Паукер-Лука-Джорджеску». Проти Елізабет Луки використовувалися показання отримані від заарештованого в Чернівцях у 1949 році Авраама Вайсмана, який звинуватив її і Василе Лука в прихильності сіонізму. Звільнена в листопаді 1954 року і аж до реабілітації в 1968 році працювала на заводі. Відновлена в партії без переривання партійного стажу, в 1971 році, за рішенням секретаріату ЦК РКП, їй була збільшена пенсія.

## Книги
- Chipuri din secuime. Editura Federaţie Democrate a Femeilor din România, 1946
- Legende Vechi, Legende Noui. Editura Scanteia, 1946